# Frank Wright
Frank Wright (n. 26 decembrie 1878, South Wales⁠(d), Comitatul Erie, New York, SUA – d. 13 februarie 1931, Buffalo, New York, SUA) a fost un trăgător de tir ce a reprezentat Statele Unite ale Americii, medaliat olimpic. A participat la o ediție a Jocurilor Olimpice (1920) în care a câștigat o medalie de aur și o medalie de bronz.